# Nils Arvidsson i Aggerud
Nils Arvidsson (i riksdagen kallad Nils Arvidsson i Aggerud), född 29 januari 1625 i Brickegården, död 21 februari 1708 i Aggerud, var en svensk bergsman, nämndeman, riksdagsman och kyrkvärd.
Arvidsson var son till Arvid Jordansson och Gunilla Olofsdotter. Han tillhörde släkten Carlgren som härstammar från Brickegården i Karlskoga socken. Han uppförde Aggeruds bergsmansgård vid slutet av 1600-talet.
Arvidsson företrädde Karlskoga bergslag vid riksdagen 1689.